# Ефект на лотоса
Ефект на лотоса се нарича ефектът, който се получава вследствие на слабото омокряне на повърхността на листата и цветовете на лотоса. Водата се събира на капка и се отделя от повърхността като при това увлича и частиците прах със себе си. Това е резултат от микроструктурата на повърхността, която намалява до минимум задържането на замърсяването.
Освен лотосът и други растения имат подобни свойства като например алабашът, както и крила на някои насекоми.

## Принцип на действие
Водните капки поради голямото си вътрешно напрежение се стремят да намалят повърхността си и образуват сфери. При контакт с други повърхности действат слепващи сили, вследствие на които се получава омокряне. В зависимост от качествата на повърхността и вътрешното напрежение на течността се получава пълно или непълно омокряне.
Причината за самопочистващия ефект е в хидрофобната двойна структура на повърхността. Тази двойна структура се състои от характерно оформен епидермис на лотоса, с намиращи се на разстояние 10 до 20 микрона и високи 10 до 15 микрона папили, върху които има восъци. Тези восъци са хидрофобни и образуват втората част на двойната структура. В резултат на това се намалява драстично контактната повърхност между водата и повърхността.
Биологичното значение на ефекта на лотоса за растението е в защитата му от микроорганизми, гъбни спори и от замърсявания, които намаляват количеството на светлината и с това фотосинтезата.

## Технически приложения
Техническото и стопанско значение на самопочистващите повърхности се увеличава. Това свойство на повърхностите може да се постигне с методите на биониката. С разработени продукти на тези принципи има около 600 хиляди сгради. Това са на първо място фасадни бои.
Друго приложение са самопочистващи се прозорци.
Има разработени тъкани за облекла, които не задържат замърсявания. При това те лесно се почистват след замърсявания. Костюми за плувци, които са изработени от хидрофобни тъкани са използвани при състезатели по плуване в международни състезания и са забранени поради това, че подобряват значително времената на състезателите 